# Robert Themptander
Oscar Robert Themptander (Estocolm, 14 de febrer de 1844 - ídem, 30 de gener de 1897), polític suec, primer ministre del seu país entre 1884 i 1888.
Era fill del lloctinent Nils Themptander i de Adolphina Laurent. Després de cursar estudis de Dret en Uppsala i d'una molt reeixida carrera en el servei civil, en 1879 es va convertir en membre de la segona Càmera, on des del començament va estar prop del centre del govern lleial, però més tard es va aproximar al Partit Agrari. Al govern de Arvid Posse, en 1880, va ser designat ministre sense cartera, i en 1881 ministre de Finances, càrrec que va ocupar durant tres anys fins a assumir com a primer ministre, el 16 de maig de 1884, a l'edat de 40 anys. Només Louis De Geer va arribar a aquest càrrec a una edat més primerenca.
A través de bons contactes en diferents posicions parlamentàries, va tenir èxit a trencar el punt mort en el qual havia entrat la qüestió de la defensa, i va engegar les decisions sobre aquest tema en 1885. Va ser menys reeixit en el seu esforç per protegir el sistema de lliure comprat que Louis de Geer i el ministre de Finances Johan Gripenstedt havien importat i que havia accelerat la modernització de Suècia. Com els preus del menjar als mercats mundials es van esfondrar a causa de les importacions provinents dels Estats Units, va créixer la demanda d'implantar grans aranzels per protegir els interessos suecs.
Finalment Themptander va ser obligat a retirar-se, per bé que encara no en les eleccions de 1887, en les quals la seva resistència cap als nous corrents favorables als aranzels va portar a un debat electoral major al d'abans. Els candidats pel Riksdag van ser compel·lits a respondre sobre els punts de vista que tenien, si eren partidaris del lliure comerç o dels aranzels. Això va ser vist per molts com a comú. Els membres del Riksdag sempre havien estat elegits sobre la base de la seva reputació personal i confiança. Els partidaris del lliure mercat van guanyar a Estocolm i van obtenir 22 escons al Parlament. Però es va revelar que un membre no havia pagat les taxes, i a conseqüència d'això la llista sencera va ser declarada invàlida. Els membres de sempre del Riksdag que eren partidaris del lliure mercat van ser reemplaçats pels favorables a les quotes i la segona Càmera va quedar conformada d'aquesta manera per una majoria proteccionista.
Themptander va intentar que el rei Óscar II cridés a una nova elecció, però el monarca li va denegar aquesta sol·licitud. Llavors, el 6 de febrer de 1888, Themptander es va retirar. Entre 1888 i 1896 va ser governador del districte d'Estocolm, i després director de Trafik AB Grängesberg–Oxelösundää.
Casat en 1874 amb Frida Dahlberg, va tenir tres fills.